# Antoine Vivenel

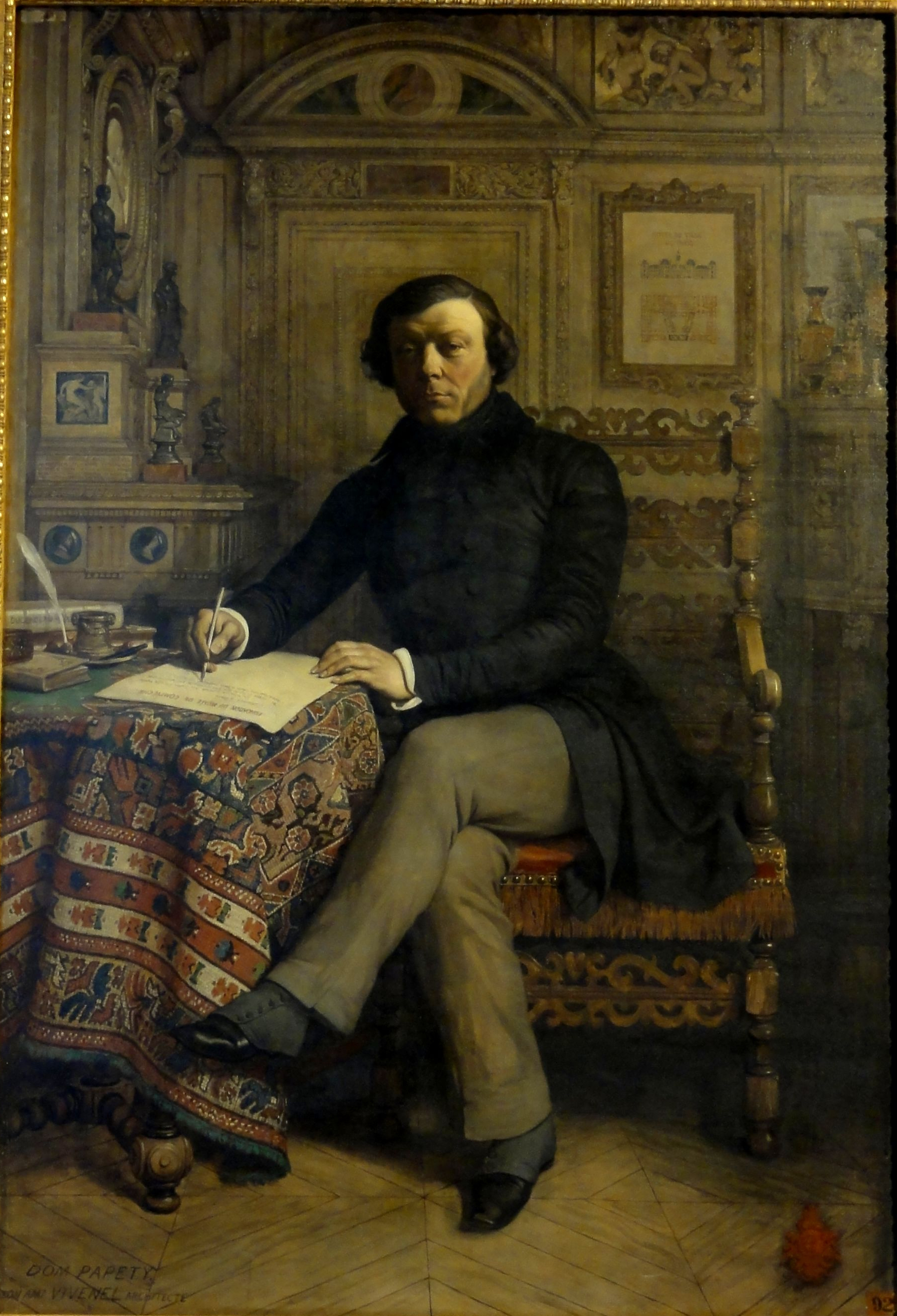
Ritratto di Antoine Vivenel realizzato da Dominique Papety intorno al 1843

Antoine-François Vivenel (Compiègne, 17 marzo 1799 – Parigi, 19 febbraio 1862) è stato un imprenditore, architetto e filantropo francese che costruì molti monumenti e case a Parigi sotto la monarchia di luglio.

## Biografia
Discendente da una lunga stirpe di maestri muratori stabiliti a Compiègne dal XVI secolo, suo padre voleva impartire al figlio una formazione degna di un architetto. Dopo aver studiato al Collegio di Compiègne, partì per Parigi dove prese lezioni presso la libera scuola reale di disegno nella classe di Jean-Paul Douliot. Oltre agli studi, Antoine-François Vivenel entrò nella compagnia Marcel come impiegato, sotto la direzione dell'architetto Duquesney.
Il giovane Vivenel fece diversi viaggi per la sua formazione: si recò a Roma, tappa fondamentale nella formazione di un futuro architetto, ma anche a Norimberga in Germania oltre che a Londra.

### I primi cantieri
Un idealista, Vivenel aderì alle idee di Fourier e sognava di costruire un falansterio. Intorno al 1827 fu creata una società tra Étienne Bénard e altri imprenditori edili o artigiani, tra cui Louis Puteaux, per costruire case di operai intorno a Parigi. Il progetto del villaggio di Batignolles attirò Vivenel, che acquistò un terreno in rue Caroline con l'intenzione di costruirvi. Ma il fallimento del progetto di Bénard lo portò a rivendere la sua terra senza averci costruito (1831).
Finanziariamente più solida, la Compagnie Saint-Georges, fondata da MM. Dosne, Loignon e Sensier, progettò di costruire il parco dei giardini Ruggieri, nel Faubourg Montmartre, dopo aver creato una piazza e nuove strade. Vivenel acquistò un terreno al 3 e 5 rue de Vatry nel 1830. Sul primo costruì, in diciotto mesi, una casa di quattro piani che vendette nel 1834 a Chaeles Comte.
Vivenel, alla ricerca di lavori di architettura, venne scelto da Monsignor Luscomb, vescovo anglicano, cappellano dell'ambasciata britannica a Parigi, per costruire una chiesa in stile neogotico, in pietra da taglio, al 5 di rue d'Aguesseau di fronte alla residenza dell'ambasciatore inglese, sotto la direzione dell'architetto Dalstein e con l'assistenza dello scultore François Derre. Questo progetto venne completato in sette mesi.

### Appaltatore di Visconti
Vivenel venne notato dall'architetto Louis Visconti, autore di diversi progetti di monumenti per la città di Parigi. François Regnier, membro della Comédie-Française, lanciò l'idea di un monumento a Molière. Nel giugno 1839 Visconti presentò al Concilio di Parigi il progetto per una fontana monumentale in rue de Richelieu. Vivenel venne subito scelto per costruire la fontana Molière. L'opera strutturale venne completata in tre mesi, ma bisognò attendere ancora diversi anni i lavori degli scultori Seurre e Pradier, prima dell'inaugurazione del monumento il 15 gennaio 1944. Nel 1843 un altro progetto fu sottoposto al Comune dal Visconti per la fontana di Saint-Sulpice. Anche questa volta l'appaltatore fu Vivenel che nello stesso anno realizzò le fondamenta e la base della fontana. Intorno al 1846 i lavori furono interrotti per un lungo periodo. Le sculture delle quattro grandi statue e le altre decorazioni vennero realizzate dopo altri due anni. Nonostante gli eventi politici del 1848 in Francia, la fontana di Saint-Sulpice venne inaugurata durante l'estate.
La collaborazione di Vivenel si estese anche ai progetti di Visconti per i privati: nel 1840-1841 costruì l'Hotel Collot, sul Quai d'Orsay (oggi Quai Anatole-France) e l'Hotel de Pontalba, Faubourg Saint-Honoré. Nel 1843 Visconti fu incaricato dal governo di creare sotto la cupola di Saint-Louis des Invalides una cripta aperta che aveva progettato per accogliere la tomba dell'imperatore Napoleone. Questa cripta e la discesa con la quale vi si accedeva vennero completate in breve tempo, ma passarono ancora molti anni per il cenotafio in quarzite rossa, proveniente a caro prezzo dalla Carelia, per le decorazioni marmoree e le sculture di Pradier e Simart. La tomba non venne completata fino a pochi mesi prima della morte di Visconti, nel 1853, e la bara dell'imperatore venne trasportata lì solo nel 1861.

### Municipio di Parigi
Dal 1832 il consiglio di dipartimento, la cui amministrazione trovava angusti i locali del municipio costruito nel XVI secolo, aveva progettato di estendere il palazzo del municipio tra Place de Grève, Rue de la Tixéranderie e Rue Lobau, e la Senna. Quando il conte di Rambuteau fu nominato prefetto della Senna l'anno successivo, riprese questo progetto e scelse come architetti Godde e Lesueur, i cui progetti furono accettati dalla città nel 1836. Nel 1837 i lavori furono assegnati a Vivenel e la prima pietra venne posata il 20 agosto 1837.

### Il Museo Antoine Vivenel
Appena arrivato a Parigi, il giovane Vivenel, avido di cultura, iniziò a collezionare opere d'arte che comprava ai saldi, o che gli amici gli regalavano. Aveva una predilezione per la ceramica greca e voleva realizzare una collezione completa ed eclettica, dalla preistoria ai suoi tempi.
Già nel 1839 progettò di donare e lasciare in eredità tutte le sue collezioni, le sue stampe e la sua biblioteca alla sua città natale di Compiègne, per farne un museo, con una scuola di disegno gratuita per i giovani di Compiègne. Nel 1843 venne stabilita una donazione ufficiale presso il suo notaio e la città venne autorizzata dal re ad accettarla. Vivenel spedì a Compiègne più di cento casse di vasi greci, antichità egizie, greche e romane, calchi in gesso, dipinti, disegni e incisioni, costituendo la collezione originaria del museo di Compiègne, che diventerà poi il Museo Antoine-Vivenel.
Per ospitare le sue collezioni e sfruttare la sua biblioteca, Vivenel stava costruendo una casa privata in cima a rue Blanche, ai margini dei nuovi giardini di Tivoli, con un piano e una mansarda. I salotti, lo studio, la biblioteca e la sala da pranzo erano decorati con oggetti in legno rinascimentali e mobili antichi. Il giardino si apriva sulla passerella della Barrière Blanche.
Per diversi anni ebbe una relazione amorosa con una lontana cugina, Octavie Cailleaux (1815-1862) e raccolse le loro lettere d'amore, per includerle nella sua biblioteca.
Vivenel venne ritratto dagli artisti del momento: dipinti di Charles Landelle e Dominique Papety, busti di Jean-Pierre Dantan e di Jean-Louis Brian, statuette di Dantan e Flosi...

### Cantieri privati
Per coprire le spese del suo stile di vita e nonostante l'onere dei cantieri che conduceva per Visconti e per il municipio, Vivenel costruì diverse case a Parigi (vedi elenco dei lavori). Per 30 anni il suo lavoro fu quello di costruire case e rivenderle. Realizzò questi progetti con i soldi che prendeva in prestito dalla banca di Waru. I suoi principali creditori Joseph Baudon e il barone de Saint-Albin sostennero la sua attività fino al 1848.
Gli edifici al 3 rue de Vatry, 42 rue Neuve-Vivienne, 3 place Sainte-Opportune, 21 rue Galande, 2 e 4 rue des Anglais, 60 rue de Provence e 37 rue d'Enghien esistono ancora oggi. Lo stile è quasi sempre spoglio all'estremo, piano terra con negozi, da quattro a cinque piani e un tetto ricoperto di ardesia, cornicione dentellato, finestre a lamelle e ringhiere in ferro modellato. A volte, si trovano ornamenti discreti nella facciata, un balcone al piano nobile e un balcone a giro all'ultimo piano.

### L'affare Cécile e Margantin
Il 7 marzo 1846 il carrettiere Margantin lasciò la sede del municipio con due carri di macerie e mattoni. Il custode chiese dove andassero questi materiali e chiamò il responsabile del cantiere di Vivenel, Louis Cécile, il quale affermò che, su ordine del sig. Vivenel, questi materiali dovevano essere trasportati nei cantieri della sua azienda in rue de Charonne e quai de la Mégisserie.
L'architetto Godde, pensando che questi operai stavano spostando materiali appartenenti al Comune o a Vivenel, avvertì subito quest'ultimo, che la prese molto male e cacciò subito i suoi due dipendenti. Per non andare oltre, offrì un risarcimento al Comune.
Ma Cécile andò a lamentarsi in municipio e disse che questo traffico era organizzato da Vivenel. Il prefetto mandò l'architetto nel sito di rue de Charonne dove scoprì alcuni ornamenti del municipio. Il pm aprì un'indagine e Vivenel sporse denuncia contro i lavoratori che vennero arrestati.
Poiché questi ultimi persistevano nelle loro accuse, e i testimoni confermarono le loro dichiarazioni e poiché una nuova visita al cantiere di rue de Charonne rivelò altri materiali spostai dal cantiere del Comune, Vivenel venne considerato complice. Venne arrestato il 1º giugno 1846 e portato alla prigione di Sainte-Pélagie.
Il caso giunse in tribunale il 30 dicembre successivo. L'accusa persistette nelle sue affermazioni. Vivenel spiegò che possedeva grandi quantità di materiale da demolizione e quindi non aveva motivo di rubarne. L'avvocato di Vivenel fece notare che la posizione del suo cliente e il suo carattere liberale e generoso, non concordavano in alcun modo con le miserabili sottrazioni a lui attribuite. Il 31 dicembre in serata tutti gli imputati vennero assolti.
Tuttavia, Vivenel fu screditato nei confronti di tutti coloro che ne avevano sostenuto l'attività. Perseguito per debiti, venne trattenuto ancora per qualche mese nel carcere in rue de Clichy.

### Gli ultimi progetti

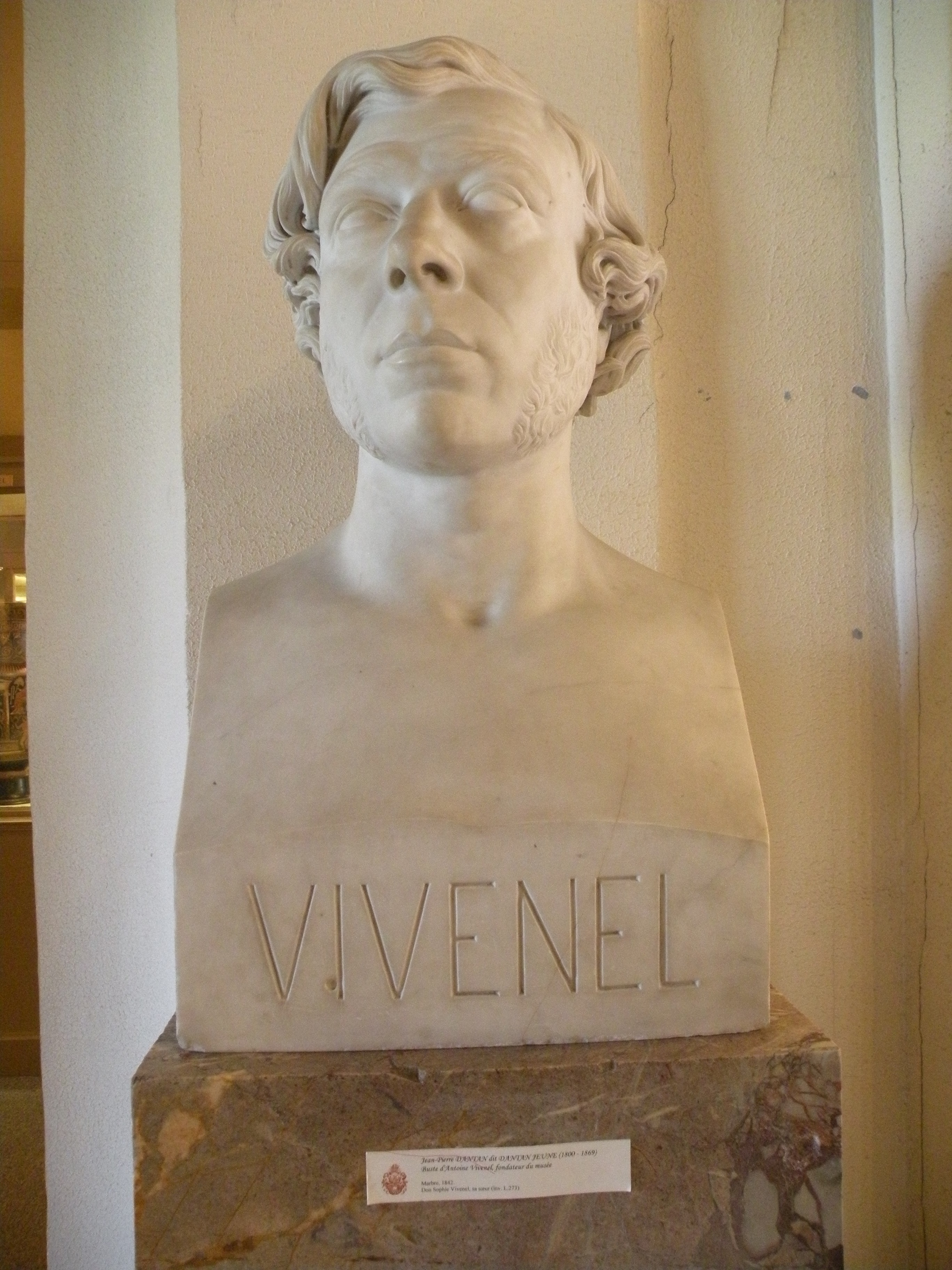
Busto rappresentante Antoine Vivenel.

Diversi progetti sotto la direzione di Vivenel continuano ancora durante la sua detenzione e dopo il suo rilascio definitivo.
La maggior parte di questi lavori, le cui opere strutturali erano terminate da tempo, erano solo in attesa di completamento: Vivenel presentò memorie per il municipio fino al 1847, mentre la fontana di Saint-Sulpice e la tomba dell'imperatore attendevano ancora la loro decorazione scultorea.
Nel febbraio 1848 la rivoluzione paralizzò la vita economica e in particolare l'edilizia. Molti siti rimasero incompiuti e i lavoratori rimasero disoccupati. Questa difficile situazione impedì a Vivenel di tornare al lavoro. Allo stesso tempo dovette difendersi dai suoi molteplici creditori: venne redatto un verbale di collocazione per consentire loro di mettere le mani sui depositi di Vivenel presso il Fondo Comunale. Vivenel stava cercando di pignorare i beni dei clienti che ancora gli dovevano ingenti somme. Lasciò la sua casa di rue Blanche, che da tempo era stata venduta alla banca Waru, e gli edifici di rue d'Enghien e rue des Anglais furono venduti all'asta o rapidamente per estinguere i mutui. Stanco di tutte queste procedure, l'imprenditore ripensò alle sue collezioni. Continuò a inviare casse di opere d'arte al suo museo di Compiègne; quando lasciò la casa fece togliere le decorazioni, che inviò a Compiègne. Continuò la classificazione e l'inventario di tutte le sue scoperte: scrisse un catalogo del museo di Compiègne (1861) e donò molti libri alla biblioteca di questa città. Ma allo stesso tempo cercò di mettere insieme disegni e stampe, in particolare di Jacques Androuet du Cerceau, di cui avrebbe voluto pubblicare l'opera completa, ma riuscì solo a realizzare i primi fogli.
Vivenel finì la sua vita in un'evidente indigenza. Fu accolto da un amico, l'architetto Victor Viel, che in quel periodo stava costruendo il Palais de l'Industrie.
Colpito dalla calcolosi delle vie urinarie, visse il suo ultimo anno con la cugina Octavie, che amava da molto tempo, al 14 quai de la Grève. Lì, in una stanza al sesto piano, conservava i resti della sua biblioteca, i suoi disegni e le sue stampe. A forza di soffrire, decise di farsi operare, ma prima scrisse il suo testamento, lasciando in eredità tutto ciò che restava a Octavie e incaricò Victor Viel di essere l'esecutore testamentario. Fu operato con successo dal dottor Michon, ma non sopravvisse all'infezione e alla conseguente gangrena e morì il 19 febbraio 1862. Octavie Cailleaux gli sopravvisse solo cinque giorni.
Victor Viel accompagnò il corpo del suo amico a Compiègne. Il funerale venne curato dalla sua città natale e la sepoltura venne fatta nel superbo monumento che Vivenel aveva fatto costruire quando era morto suo padre nel 1839. Nel luglio successivo venne organizzata una vendita per disperdere i pochi beni che gli erano rimasti dalle sue collezioni, beni che avrebbe voluto trasferire anche al suo museo. Il Consiglio comunale di Compiègne, dal 1863, diede il nome di Vivenel alla via dove nacque e il suo nome anche al museo da lui fondato e così generosamente dotato.

## Lavori a Parigi
- 3 rue de Vatry (1831) (ora 16 rue Notre-Dame-de-Lorette)
- Chiesa anglicana, 5 rue d'Aguesseau (1833) (demolita)
- 42 rue Neuve-Vivienne (1834) (oggi 42 rue Vivienne)
- Municipio di Parigi, Place de Grève (1837) (bruciato nel 1871)
- 3 place Sainte-Opportune (1838) (ex 20 rue de l'Aiguillerie)
- 20 rue de Rivoli (1838) (demolita) (ora 196 rue de Rivoli)
- Fontana Molière, 37 rue de Richelieu (1839)
- 21 rue Galande, 2 e 4 rue des Anglais (1839)
- 61 rue Blanche, detta "Casa Vivenel" (1839) (demolita) (oggi 83 rue Blanche)
- Hôtel de Pontalba, 41 rue du Faubourg-Saint-Honoré (1840) (parzialmente demolito)
- Hôtel Collot, 23 quai d'Orsay (1841) (oggi 25 quai Anatole-Francia)
- Fontana Saint-Sulpice, piazza Saint-Sulpice (1843)
- cripta della cattedrale di Saint-Louis-des-Invalides (1843)
- 70 rue Rambuteau (1843) (demolita) (boulevard de Sébastopol)
- 60 rue de Provence (1843) (oggi 66 rue de Provence)
- 37 rue d'Enghien (1843)
- Scuole in rue de la Roquette (1843) (ddemolite) (o rue de Charonne)
- 20 quai de la Mégisserie (1846) (ddemolito) (ora Théâtre du Châtelet)